# Rapisma viridipenne
Rapisma viridipenne är en insektsart som först beskrevs av Francis Walker 1853.
Rapisma viridipenne ingår i släktet Rapisma och familjen Rapismatidae. Inga underarter finns listade i Catalogue of Life.